# آق‌باش (شابران)
آق‌باش (به لاتین: Ağbaş) یک منطقه مسکونی در جمهوری آذربایجان است که در شهرستان شابران واقع شده است. آق‌باش ۱۷۵۱ نفر جمعیت دارد.